# David Cailley
Pour les articles homonymes, voir Cailley.
David Cailley est un chef opérateur français.
Il est le frère de Thomas Cailley, scénariste et réalisateur avec qui il a collaboré sur Paris Shanghai, Les Combattants et Le Règne animal.
Il a reçoit en 2024 le César de la meilleure photographie pour Le Règne animal.

## Biographie
Né en 1979, David Cailley réalise pendant son adolescence de nombreux films amateurs avec son frère Thomas : « Nous faisions pleins de petits films, de fausses pubs, de parodies… C'était l'époque des Nuls et des Inconnus. Bruno Carette, un maître, a eu une grosse influence. Entre-temps, on regardait plein de films à la télé, sur Canal et des cassettes au vidéoclub… ». Pourtant, il commence sa vie professionnelle en tant que professeur de sciences physiques. Ce n'est qu'en 2006 qu'il décide de bifurquer vers une carrière dans le cinéma en intégrant l'École nationale supérieure Louis-Lumière. Il a alors 27 ans, l'âge limite pour intégrer l'école. C'est ce changement d'orientation qui donnera le courage à son frère de quitter lui aussi son travail (dans une société de production de documentaires pour la télévision) pour intégrer la Fémis,.
À sa sortie de l'école, il entame une carrière de chef opérateur. Il travaille sur des courts et longs-métrages ainsi que sur des publicités.

## Filmographie
- 2011 : L'Orpheline avec en plus un bras en moins de Jacques Richard
- 2011 : Paris Shanghai de Thomas Cailley (court métrage)
- 2014 : Les Combattants de Thomas Cailley
- 2017 : Les Grands Esprits de Olivier Ayache-Vidal
- 2017 : Par instinct de Nathalie Marchack
- 2018 : Ami-ami de Victor Saint-Macary
- 2019 : Pierre rouge de Gabriel Buret (court métrage)
- 2019 : Fin de saison de Matthieu Vigneau (court métrage)
- 2021 : Partir un jour de Amélie Bonnin (court métrage)
- 2022 : L'Année du requin de Zoran et Ludovic Boukherma
- 2023 : Le Règne animal de Thomas Cailley
- 2024 : Cassandre d'Hélène Merlin
- 2025 : Le Mélange des genres de Michel Leclerc
- 2025 : Partir un jour de Amélie Bonnin (long métrage)

## Distinctions
- César 2024 : Meilleure photographie pour Le Règne animal